# جووانی پاریسی
جووانی پاریسی (ایتالیایی: Giovanni Parisi؛ ۲ دسامبر ۱۹۶۷ – ۲۵ مارس ۲۰۰۹) بوکسور اهل ایتالیا بود.